# 부안고려청자휴게소
부안고려청자휴게소(扶安高麗靑磁休憩所, Buan Goryeo Celadon Service Area)는 전북특별자치도 부안군 주산면 덕림리에 위치한 서해안고속도로의 휴게소이다. 양방향 모두 휴게소가 존재한다. 주소는 목포방향의 경우 전북특별자치도 부안군 주산면 서해안고속도로 103이고, 서울방향의 경우 전라북도 부안군 주산면 서해안고속도로 106이다. 예전 군산휴게소에서 고창고인돌휴게소 거리가 상행선은 68km 하행선은 62km 거리가 상당했으며, 호남 서해안 지역으로 가는 운전자들이 원성이 자자했다. 그래서 부안주차장을 만들었지만 임시휴게소다보니 제대로된 식사와 끼니를 떼울수가 없었으며, 부안군에서 임시휴게소에서 정규휴게소로 전환시키려고 노력을 했으며, 2022년 3월 10일에 부안고려청자휴게소로 개장하였다.

## 시설
- 화장실
- 주차장
- 편의점
- 현금 자동 입출금기
- 하이패스 충전기
- 부안고려청자전시관
- 브랜드매장 : 할리스 커피
- 주유소 : ex-OIL
- LPG 충전소 : 없음
- 화물휴게소 : 화물휴게소 : 화물자 고객쉼터 (샤워시설, 탈의실, 안마의자 등)

## 전후
서울 방향
- 줄포 나들목 ← 부안고려청자휴게소 ← 부안 나들목
- 고창고인돌휴게소 ← 부안고려청자휴게소 ← 군산휴게소

목포 방향
- 줄포 나들목 → 부안고려청자휴게소 → 부안 나들목
- 고창고인돌휴게소 → 부안고려청자휴게소 → 군산휴게소